# MLB All-Star Game 2021
Das MLB All-Star Game 2021 war die 91. Auflage des Major League Baseball All-Star Game zwischen den Auswahlteams der American League (AL) und der National League (NL).
Es fand am 13. Juli 2021 im Coors Field, dem Stadion der Colorado Rockies in Denver, Colorado statt. Ursprünglich war als Austragungsort der SunTrust Park in Atlanta vorgesehen, doch die Liga entzog Atlanta zu Beginn der Saison 2021 das All-Star Game als Zeichen gegen neue Wahlgesetze in Georgia, die aus Sicht der MLB darauf ausgelegt sind, die Ausübung des Wahlrechts speziell für ethnische Minderheiten deutlich zu erschweren.